# 2Baba
2Baba (precedentemente noto come 2face Idibia), pseudonimo di Innocent Ujah Idibia (Jos, 18 settembre 1975), è un cantante nigeriano.

## Biografia
2Baba ha esordito nell'industria discografica con l'album in studio Face 2 Face, il cui successo si è convertito nella vittoria dell'MTV Europe Music Award al miglior artista africano del 2005.
Nel novembre 2008 è stato candidato per l'MTV Africa Music Award al miglior artista maschile. Due anni più tardi si è portato a casa due riconoscimenti alla cerimonia tenutasi a Lagos. Ha vinto anche il Best International Act: Africa ai BET Awards.

## Discografia

### Album in studio
- 2004 – Face 2 Face
- 2006 – Grass 2 Grace
- 2009 – The Unstoppable
- 2012 – Away and Beyond
- 2014 – The Ascension
- 2015 – Rewind, Select, Update
- 2020 – Warriors

### EP
- 2021 – Face 2 Face 10.0

### Singoli
- 2006 – For Instance
- 2016 – Officially Blind
- 2016 – 5050 (feat. Waje & Ice Prince)
- 2016 – Oya Come Make We Go (feat. Sauti Sol)
- 2016 – Babylon (con M.I Abaga)
- 2016 – Mr Senator
- 2017 – Holy Holy
- 2017 – Gaga Shuffle
- 2017 – Unconditional Love
- 2018 – Amaka (feat. Peruzzi)
- 2018 – In Love & Ashes
- 2019 – Oyi (feat. HI-Idibia)
- 2019 – Mama di mama
- 2019 – Iworiwo (con Larry Gaaga)
- 2019 – Frenemies (con Waje)
- 2019 – Important
- 2020 – Naija Hood Rep (con Sound Sultan)
- 2021 – Rise Up (con Falz)
- 2021 – Searching (feat. Bongos Ikwue)
- 2022 – Smile